# Farkas János (nyelvtanár)
Farkasfalvi és újfalusi Farkas János (Vásonkő, 1719. június 27. – Bécs, 1789 körül) nyelvtanár.

## Élete
A császári és királyi udvarnál Bécsben volt nyelvtanár. Nyomtatásban egyetlen munkája jelent meg:
Ungarische Grammatik, oder ausführliche Unterweisung, wodurch man die ungarische Sprache in ihrer Vollkommenheit zu lesen, schreiben, und reden, in Kürze begreifen kan. Aus Liebe derjenigen, die zu dieser edlen Sprache eine Neigung zeigen, hervorgegeben… Wien, 1771. Online (Ferdinand főherczegnek ajánlotta. 2. kiadás, 1779.) 3. k. 1789. más adta ki névtelenűl; 4. k. 1791.; 5. k. 1798. Kisszántói Pethe Ferenc adta ki; 6. k. 1805. ezt és a következő két kiadást Márton József eszközölte; 7. k. 1809. 8. k. 1812. 9. ki. 1816. Wien, Szlemenics Páltól. Toldy szerint újra meg újra átdolgozva egy századig tartotta fenn magát 13 kiadásban.